# Karl Anton Stephan Paul von La Roche-Aymon

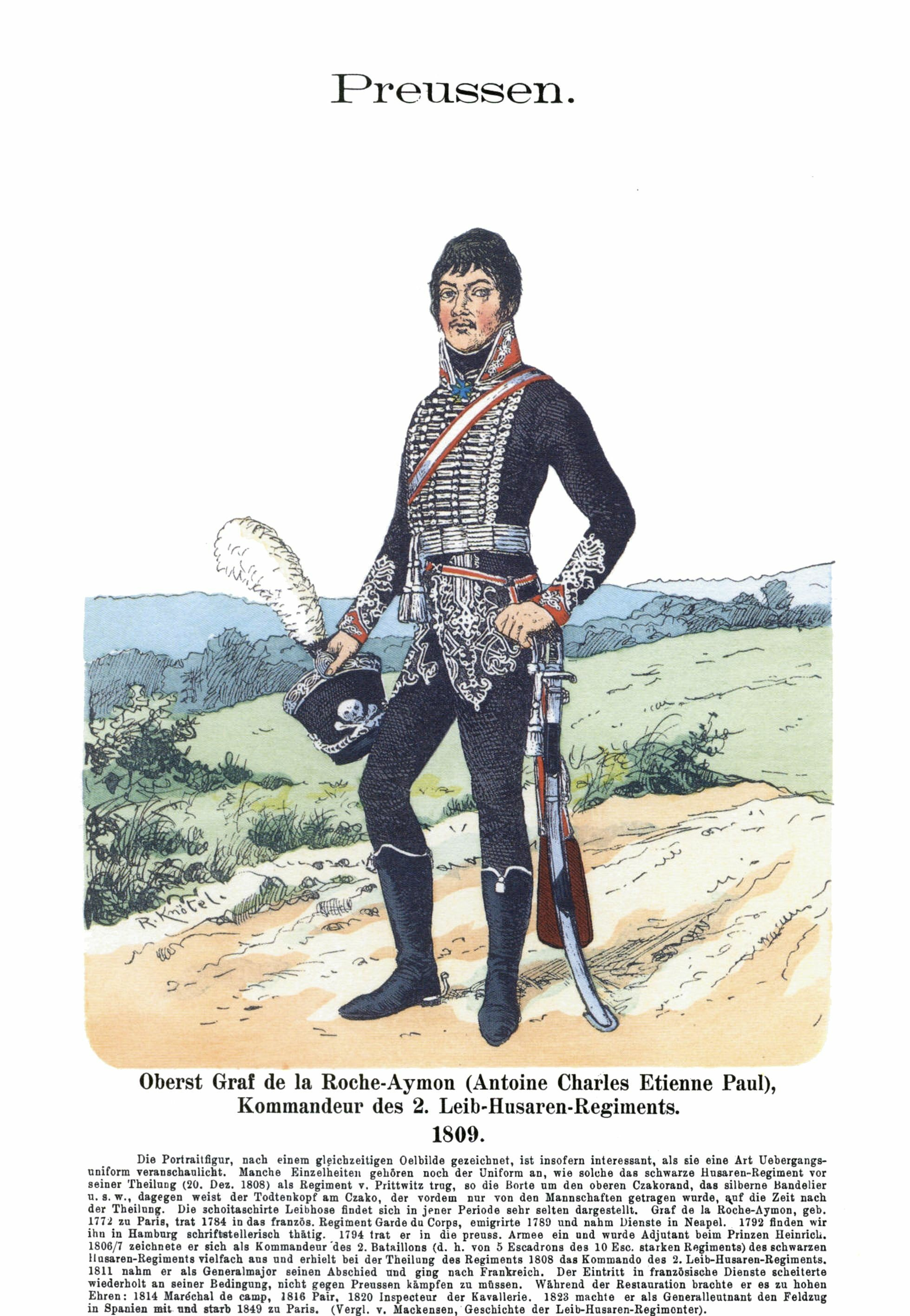
De la Roche-Aymon als Oberst 1809, gezeichnet von Richard Knötel

Karl Anton Stephan Paul von La Roche-Aymon (französisch Antoine Charles Étienne Paul de La Roche-Aymon; * 28. Februar 1772 in Paris; † 16. Mai 1849 ebenda) war ein preußisch-französischer General.

## Leben

### Herkunft und Familie

Markgräfliches Wappen Marquis de La Roche-Aymon

Er war Angehöriger des französischen Adelsgeschlecht La Roche-Aymon. Seine Eltern waren Antoine Charles Guillaume Marquis de La Roche-Aymon (1751–1831) und Colette Marie Paule Hortense Bernardine de Beauvilliers. Er vermählte sich 1795 in Berlin mit der preußischen Hofdame Karoline Amalia Maria von Zeuner (1770–1859). Aus der Ehe sind keine Kinder hervorgegangen.

### Werdegang
La Roche-Aymon begann seine Laufbahn 1784 bei der französischen Garde. Seit 1789 stand er in neapolitanischen Militärdiensten und schloss sich 1792 in Koblenz der Armee der Emigranten an. 1794 begab er sich nach Hamburg und stand ab 1. November 1794 als Leutnant und Kommandant des Husarenkommandos bei Prinz Heinrich von Preußen in Rheinsberg, dessen Adjutant er auch war. Am 20. Dezember 1797 avancierte La Roche-Aymon zum Stabsrittmeister und am 2. März 1801 zum Rittmeister. Er erhielt am 9. August 1802 mit Patent vom 3. August 1802 die Beförderung zum Major von der Kavallerie und wurde am 23. August 1802 dem Husarenregiment „von Goeckingk“ aggregiert. Am 16. August 1806 wechselte er als Eskadronchef zum Husarenregiment „von Prittwitz“. Dort wurde er am 23. November selben Jahres Kommandeur des II. Bataillons. 
Während der vierten Koalition nahm er an der Schlacht bei Preußisch Eylau und dem Gefecht bei Braunsberg teil. Für seinen Einsatz vor Braunsberg erhielt er am 24. Februar 1807 den Orden Pour le Mérite. La Roche-Aymon wurde am 5. Mai 1808 mit dem Orden des Heiligen Wladimir IV. Klasse ausgezeichnet und avancierte am 10. August selben Jahres zum Oberstleutnant sowie am 20. Dezember selben Jahres zum Kommandeur des 2. Leib-Husarenregiments. Er stieg am 3. November 1809 zum Oberst auf und wurde am 16. Februar 1810 Befehlshaber der westpreußischen leichten Brigade. Er hat am 5. April 1811 als Generalmajor mit einer jährlichen Pension von 600 Talern seinen Abschied aus preußischen Diensten erhalten. La Roche-Aymon wurde am 27. Juli 1811 mit dem Roten Adlerorden III. Klasse geehrt und erhielt gleichzeitig die Genehmigung die Generalsuniform oder die Uniform des 2. Leib-Husarenregiments zu tragen.

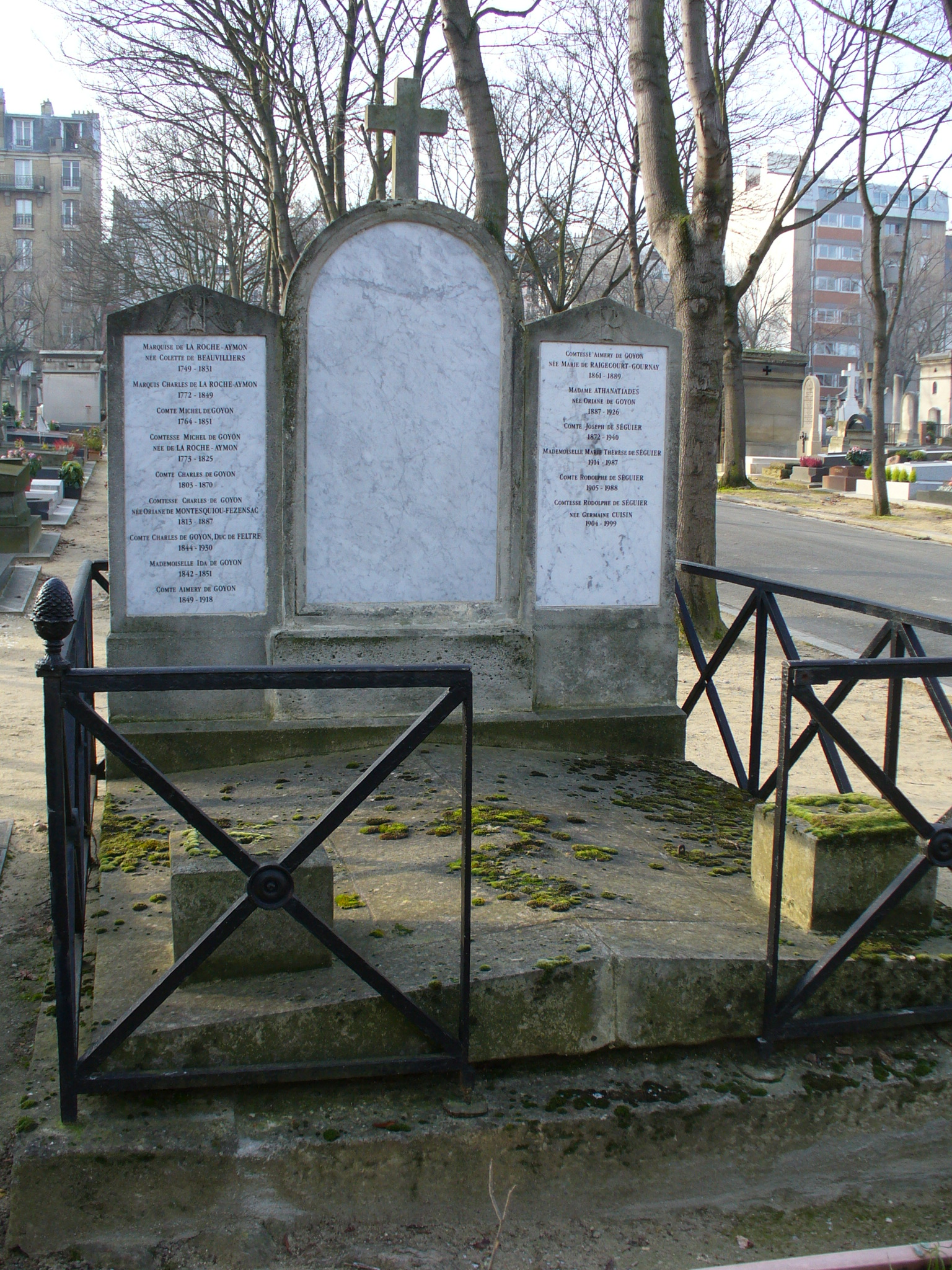
Familiengrab der La Roche-Aymon, Cimetière Montparnasse in Paris mit letzter Ruhestätte des Generals (2009)

Im August 1814 kehrte er in französische Dienste zurück, wurde von Ludwig XVIII. in Anerkennung seiner in Preußen erbrachten Leistungen zum Lieutenant-général ernannt und als Chevalier in den Ordre royal et militaire de Saint-Louis aufgenommen wurde. Während der Herrschaft der Hundert Tage, zog er sich auf seine Güter im Département Creuse zurück. Nach der Restauration war La Roche-Aymon seit August 1815 Mitglied des Chambre des Pairs. Am 1. Mai 1821 wurde er Kommandeur der Ehrenlegion. Er nahm 1823 an der Invasion in Spanien teil.

## Werke
- Introduction à l'art de la guerre. 4 Bände, Weimar 1802–1804.
- Manuel du service de la cavalerie légère en campagne. 1821.
- Des troupes légères, ou réflexions sur l'organisation, l'instruction pratique et la tactique de l'infanterie et de la cavalerie légère. Paris 1817 (Digitalisat)
- Over de ligte infanterie, of aanmerkingen omtrent de inrigting, het onderwys en de taktiek der ligte infanterie. Naar het fransch gevolgd door den Baron van Aylva Rengers. 's Gravenhage, 1825 (Digitalisat)
- De la cavalerie. 3 Bände, Paris 1828–1829.